# Hisdesat
Hisdesat (Hisdesat Servicios Estratégicos, S.A.), fundada em 17 de julho de 2001, é um operador de satélites espanhol, fornece serviços via satélite de comunicações para aplicações civis e militares, principalmente nas bandas de frequências altas X e Ka.
A Hisdesat é proprietária de 44 por cento da XTAR LLC, uma joint venture com a Loral que detém os outros 56 por cento.

## Características da empresa
A Hisdesat é uma sociedade que conta com a participação da Hispasat, INSA, EADS CASA, INDRA e SENER. A empresa proporciona serviços de comunicações via satélite a clientes do governo, para aplicações tanto civis como militares. Para fornecer estes serviços, a Hisdesat conta com dois satélites de comunicações em órbita geoestacionária.

## Satélites
| Satélite                  | Fabricante               | Data do lançamento      | Veículo de lançamento | Estado                             | Nota                           |
| ------------------------- | ------------------------ | ----------------------- | --------------------- | ---------------------------------- | ------------------------------ |
| XTAR-EUR                  | Space Systems/Loral      | 12 de fevereiro de 2005 | Ariane 5 ECA          | Ativo                              | [ 2 ]                          |
| Spainsat                  | Space Systems/Loral      | 11 de março de 2006     | Ariane 5 ECA          | Ativo                              | Também conhecido por XTAR-LANT |
| Paz                       | Airbus Defence and Space | 22 de fevereiro de 2018 | Falcon 9 Full Thrust  | Ativo                              | [ 4 ]                          |
| Ingenio                   | Airbus Defence and Space | 17 de novembro de 2020  | Vega                  | Destruído após falha no lançamento | [ 5 ]                          |
| SPAINSAT New Generation I | Airbus Defence and Space | 29 de janeiro de 2025   | Falcon 9 Block 5      | Ativo                              | [ 6 ]                          |